# Bodo Unger (Chemiker)
Julius Bodo Unger (* 23. Januar 1819 in Hannover; † 9. Juni 1885 in Linden) war ein deutscher Chemiker, Autor und Unternehmer.

## Leben
Julius Bodo Unger wurde 1819 in der Altstadt Hannovers geboren, noch vor der Vereinigung mit der Calenberger Neustadt, vor dem Ende der Personalunion zwischen Großbritannien und Hannover, vor der Umgestaltung Hannovers zur Haupt- und Residenzstadt des Königreichs und vor allem vor dem Beginn der Industrialisierung unter König Ernst August.
Als er zwei Jahre alt war, starb sein Vater, der Konsistorialsekretär Friedrich Rudolf Bodo Unger (1777–1821) am 11. Mai 1821. Seine Mutter Luise Friederike Henrietta Unger geb. Unger (1784–1855) veranlasste später wie auch für seinen Bruder Friedrich Wilhelm Unger (1810–1876) eine Vormundschaft. Diese wurde von Johann Andreas Wehner übernommen und endete erst 1843. 1840 begann er sein Chemiestudium in Göttingen u. a. bei Friedrich Wöhler. 1845 war er Schüler von Justus Liebig in Gießen. Aus dieser Zeit stammen seine wissenschaftlichen Beiträge in den Berichten über die zur Bekanntmachung geeigneten Verhandlungen der Königlich Preussischen Akademie der Wissenschaften zu Berlin sowie in den Annalen der Chemie und Pharmacie. So informierte er etwa über die Verbindungen des Guanin, über „Die Umwandlung in Kohlendioxyd bei der Sodabereitung“ und „Ueber das Xanthin“. Er beendete seine wissenschaftliche Laufbahn jedoch zugunsten unternehmerischer Pläne.
Spätestens nach dem Regierungsantritt von König Georg V. 1851 hatte Bodo Unger im seinerzeit noch weitgehend unbebautem Nedderfeld in Linden (im heutigen Stadtteil Linden-Nord) an der Leine ein Grundstück erworben, wo er ab 1852 eine Fabrik zur Seifensiederei errichtete, die er dort für mehr als drei Jahrzehnte bis 1886 betrieb. Als selbstständiger Unternehmer und Chemiker nutzte Bodo Unger die Lage seines Grundstückes an der Leine auch zur Beseitigung von Salzlösungen sowie zur Herstellung von Goldschwefel.
Bodo Unger wurde am 15. April 1858 unter der Matrikelnummer 529 in die Freimaurerloge Zur Ceder aufgenommen.
Auf dem Gelände der ehemaligen Chemiefabrik Ungers findet sich heute ein Kinderspielplatz.
Unger war verheiratet und hatte zwei Töchter und zwei Söhne.

## Auszeichnungen
- Die Ungerstraße im hannoverschen Stadtteil Linden-Nord wurde zu Ehren Julius Bodo Ungers benannt.[1]

## Schriften (Auswahl)
- Nachweis des Xanthicoxyds im Guano, In: Bericht über die zur Bekanntmachung geeigneten Verhandlungen der Königlich Preußischen Akademie der Wissenschaften zu Berlin 1844, S. 140–142 (Digitalisat).
- Über das Xanthin und dessen Verbindungen. In: Bericht über die zur Bekanntmachung geeigneten Verhandlungen der Königlich Preußischen Akademie der Wissenschaften zu Berlin 1845, S. 121–124 (Digitalisat).